# James Rollins
James Rollins en James Clemens zijn twee pseudoniemen van de Amerikaans schrijver James Paul Czajkowski (Chicago, 20 augustus 1961). Onder de naam James Rollins publiceerde hij verschillende avonturenthrillers, waaronder een serie boeken in de Sigma-reeks.
Onder het pseudoniem James Clemens schreef hij ook enkele fantasynovellen, zoals in de reeksen Verboden & Verbannen en De Godengebieder.
In 2007 heeft hij op vraag van de filmproducent van de laatste Indiana Jonesfilm, Indiana Jones and the Kingdom of the Crystal Skull, het boek naar de film geschreven.
Ondertussen heeft hij in 2009 zijn eerste jeugdboek geschreven, ook het begin van een 3-delige serie, Jake Ransom genoemd, naar de hoofdrolspeler.
Om zich volledig te kunnen wijden aan zijn schrijverschap heeft hij zijn dierenartsenpraktijk in Sacramento, Californië (VS) verkocht. Twee van zijn hobby's zijn speleologie en snorkelen. Niet toevallig spelen vele van zijn avonturen zich dan ook ondergronds of onder water af.

## Levensloop
Samen met zijn drie broers en drie zusters bracht hij zijn jeugd door in een berggebied in Canada. Daar verkende hij vaak de omliggende velden, de bevroren vijvers, en alles wat de natuur te bieden had. Daarbij droomde hij zich altijd avonturen bijeen van wat er stond te gebeuren na de volgende bocht of kreek.
Omdat hij niet zeker was dat hij ging kunnen leven van het schrijverschap studeerde hij Diergeneeskunde aan de universiteit van Missouri, waar hij in 1985 tot doctor promoveerde. Een van de onderwerpen die hij tijdens zijn studies behandeld had was evolutie, een onderwerp dat hij ook verwerkte in De Zwarte Orde.
Een zeer koude winter in de Midwest maakte dat hij zijn droom van zon, zee en nieuwe horizonten volgde, en hij vestigde zich aan de Westkust in Sacramento, Californië, waar hij zijn praktijk als dierenarts vestigde.
Met het manuscript van zijn eerste boek, Witch Fire, in het Nederlands uitgegeven als Het boek van Vuur, deed hij in 1996 mee aan de wedstrijd op de Maui Writer's Conference. Terry Brooks was een van de juryleden en de uitgever van Brooks publiceerde vervolgens Witch Fire in 1998.

## Individuele boeken
Onder het pseudoniem James Rollins heeft hij ook nog een aantal opzichzelfstaande boeken gepubliceerd, waarvan er maar vijf in het Nederlands vertaald zijn, namelijk IJsjacht (Ice Hunt), Het Maya Mysterie (Jake Ransom And The Skull King's Shadow), De Sfinx (Jake Ransom And The Howling Sphinx) en "Hof van Eden" ("Altar of Eden"). "Zandstorm" (Sandstorm).

## James Clemens
Zijn eerste boeken schreef James Czajkowski onder het pseudoniem James Clemens. Onder deze naam heeft hij boeken in twee reeksen uitgegeven: de reeks Verboden & Verbannen (Banned and the Bannished), en de reeks Godengebieder (Godslayer).
De reeks Verboden & Verbannen gaat over een meisje genaamd Elena dat oude krachten erft. Daarmee moet zij de Duistere Heer weten te verslaan.
In de Godengebieder krijgt de lezer een wereld voorgeschoteld waarin onsterfelijke goden op de aarde rondwandelen. De hoofdpersoon is Tylar de Noche, die ooit tot de gevreesde Schaduwridders van Myrilla behoorde.